# Berliner Gazette
Die Berliner Gazette ist eine seit Juli 1999 erscheinende Internet-Zeitung, die sich den Themenfeldern Kultur, Politik und Digitales verschrieben hat. Sie gilt als eine der ersten noch existierenden Online-Medien des deutschsprachigen Raums und erscheint unter Creative-Commons-Lizenz CC BY-NC-ND 3.0. Ein Slogan lautet Das digitale Mini-Feuilleton.

## Geschichte
Die Berliner Gazette wurde 1999 als Newsletter des Kulturkritikers Krystian Woznicki gegründet, der nach den ersten 52 Ausgaben für andere Autoren geöffnet und damit 2002 zum Blog wurde. Der herausgebende Berliner Gazette e.V. wurde 2005 gegründet. Woznicki leitete die Berliner Gazette bis 2009 als Chefredakteur, um von Magdalena Taube abgelöst zu werden. Das Redaktionsteam besteht nach eigenen Angaben aus siebzehn Mitgliedern, die über 800 Autorinnen und Autoren betreuen.

## Profil

### Online-Medium
Die Redaktion legt nach eigenen Angaben Wert darauf, über Themen und keine Nachrichten zu berichten. Stattdessen werden zu Beginn jeden Jahres entsprechende Oberthemen angekündigt. Im Zuge dessen erscheinen in regelmäßigen Abständen Meinungsbeiträge und kritische Essays zu Themen wie Digital Natives, Utopien, Futurismus, Urbanismus, algorithmischen Entscheidungssystemen, Globalisierung, Technikphilosophie und Soziologie.

### Konferenzen
Aus den Jahresthemen der Berliner Gazette und den angebundenen Veranstaltungen entwickelten sich jährliche Konferenzen, die aus Keynotes, Vorträgen, Workshops, Performances, Podien und weiteren Veranstaltungsformaten bestehen.
| Jahr | Thema | Partner | Gäste (Auswahl)  |
| ---- | --- | --- | ---------------- |
| 2013 | COMPLICITY. Komplizen                                                                                            | |                  |
| 2014 | SLOW POLITICS. What does Europe need in times of crises?                                                         | |                  |
| 2015 | UNCOMMONS. Kampf um Gemeineigentum                                                                               | Wikimedia Deutschland, Volksbühne Berlin                                                                                              | Volker Grassmuck |
| 2016 | TACIT FUTURES. Grenzen sind allgegenwärtig. Wie können heute die Bewegungen des Weltverkehrs neu gedacht werden? | Volksbühne Berlin |                  |
| 2017 | FRIENDLY FIRE. Failed Citizens or failed states?                                                                 | ZK/U |                  |
| 2018 | AMBIENT REVOLTS. How can we rethink political agency in an AI-driven world?                                      | ZK/U |                  |
| 2019 | MORE WORLD. Klimawandel, Migration und Digitalisierung                                                           | |                  |
| 2020 | SILENT WORKS. Verborgene Arbeit im KI-getriebenen Kapitalismus                                                   | Haus der Statistik, Transmediale |                  |
| 2021 | BLACK BOX EAST. Post-Communist Laboratories of Globalization                                                     | |                  |
| 2022 | AFTER EXTRACTIVISM                                                                                               | | Felix Stalder    |
| 2023 | ALLIED GROUNDS                                                                                                   | |                  |
| 2024 | KIN CITY. Umweltkrise und Zukunft der Stadt                                                                      | ZK/U, Senatsverwaltung für Kultur und gesellschaftlichen Zusammenhalt, Bundeszentrale für politische Bildung, Rosa-Luxemburg-Stiftung |                  |

Neben den in Berlin ausgetragenen Jahreskonferenzen wurden auch internationale Veranstaltungen wie beispielsweise in Sapporo, sowie Open Spaces wie das Labor für DIY-Bildung initiiert.

### Buchveröffentlichungen
Meist im Rahmen der Veranstaltungen oder Förderprogrammen gibt die Chefredaktion der Gazette Sammelbände heraus.
Die Anthologie Vernetzt behandelt egoperspektivisch Erlebnisse um die bis dahin zehnjährige Entstehungsgeschichte der Zeitung. McDeutsch sammelt Interviews zur Globalisierung der deutschen Sprache. Es dokumentiert das gleichnamige Dialogprojekt, für das die Berliner Gazette 2006 von der Kulturstiftung des Bundes gefördert wurde. Modell Autodidakt fragt nach den Methoden und Versprechen selbstbestimmter Bildungsformen und lässt verschiedene autodidaktische Menschen zu Wort kommen. Komplizen ergründet, gefördert vom Kulturprogramm der Europäischen Union und der Bundeszentrale für politische Bildung, Chancen emergenter "Kollaborationskulturen" zwischen unterschiedlichen Berufs- und Statusgruppen.

## Auszeichnungen
2010 erhielt die Berliner Gazette den Alternativen Medienpreis. 2011 wurde ihr Projekt Lebenskünstler für den Wettbewerb Mixed Up nominiert. 2012 wurde die Berliner Gazette im Wettbewerb 365 Orte der Standortinitiative Deutschland – Land der Ideen ausgezeichnet.